# Tetracanthella martynovae
Tetracanthella martynovae är en urinsektsart som beskrevs av Potapov 1997. Tetracanthella martynovae ingår i släktet Tetracanthella och familjen Isotomidae. Inga underarter finns listade i Catalogue of Life.